# Championnat de Suisse de hockey sur glace 1936-1937
Saison précédente Saison suivante
La saison 1936-1937 est la 28e saison du championnat de Suisse de hockey sur glace.

## Championnat national

### Poule Ouest
| Clt   | Équipe          | PJ | V | D | N | BP | BC | Diff | Pts |
| ----- | --------------- | -- | - | - | - | -- | -- | ---- | --- |
| +001, | CP Berne        | 4  | 3 | 1 | 0 | ?  | ?  | ?    | 6   |
| +002, | NEHC Bâle       | 4  | 3 | 1 | 0 | ?  | ?  | ?    | 6   |
| +003, | HC Château-d'Œx | 4  | 0 | 4 | 0 | ?  | ?  | ?    | 0   |

- En gras : qualifié pour la poule finale

### Poule Centre
| Clt   | Équipe                  | PJ | V | D | N | BP | BC | Diff | Pts |
| ----- | ----------------------- | -- | - | - | - | -- | -- | ---- | --- |
| +001, | Zürcher SC (T)          | 4  | 4 | 0 | 0 | ?  | ?  | ?    | 8   |
| +002, | Grasshopper Club Zurich | 4  | 1 | 2 | 1 | ?  | ?  | ?    | 3   |
| +003, | Akademischer EHC Zürich | 4  | 0 | 3 | 1 | ?  | ?  | ?    | 1   |

- En gras : qualifié pour la poule finale

### Poule Est
- 20 décembre 1936 : HC Davos - HC Saint-Moritz 7-0
- 9 janvier 1937 : HC Saint-Moritz - HC Davos 0-5

### Poule finale
| Clt   | Équipe         | PJ | V | D | N | BP | BC | Diff | Pts |
| ----- | -------------- | -- | - | - | - | -- | -- | ---- | --- |
| +001, | HC Davos       | 2  | 2 | 0 | 0 | ?  | ?  | ?    | 4   |
| +002, | Zürcher SC (T) | 2  | 1 | 1 | 0 | ?  | ?  | ?    | 2   |
| +003, | CP Berne       | 2  | 0 | 2 | 0 | ?  | ?  | ?    | 0   |

- En gras : champion de Suisse

Davos remporte le 10e titre de son histoire.